# Блюз
Блюз (англ. blues — скорочено від blue devils — меланхолія, нудьга) — жанр вокального та інструментального музичного мистецтва, що належить головним чином до джазу. Блюз виник на півдні Сполучених Штатів приблизно в 1860-х рр.  на основі африканських музичних традицій, афро-американських робітничих пісень.

## Особливості

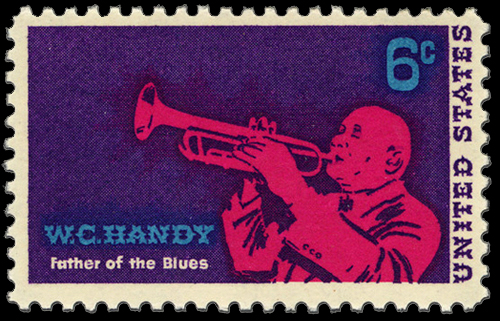
Поштова марка США на честь «батька блюзу» Вільяма Генді

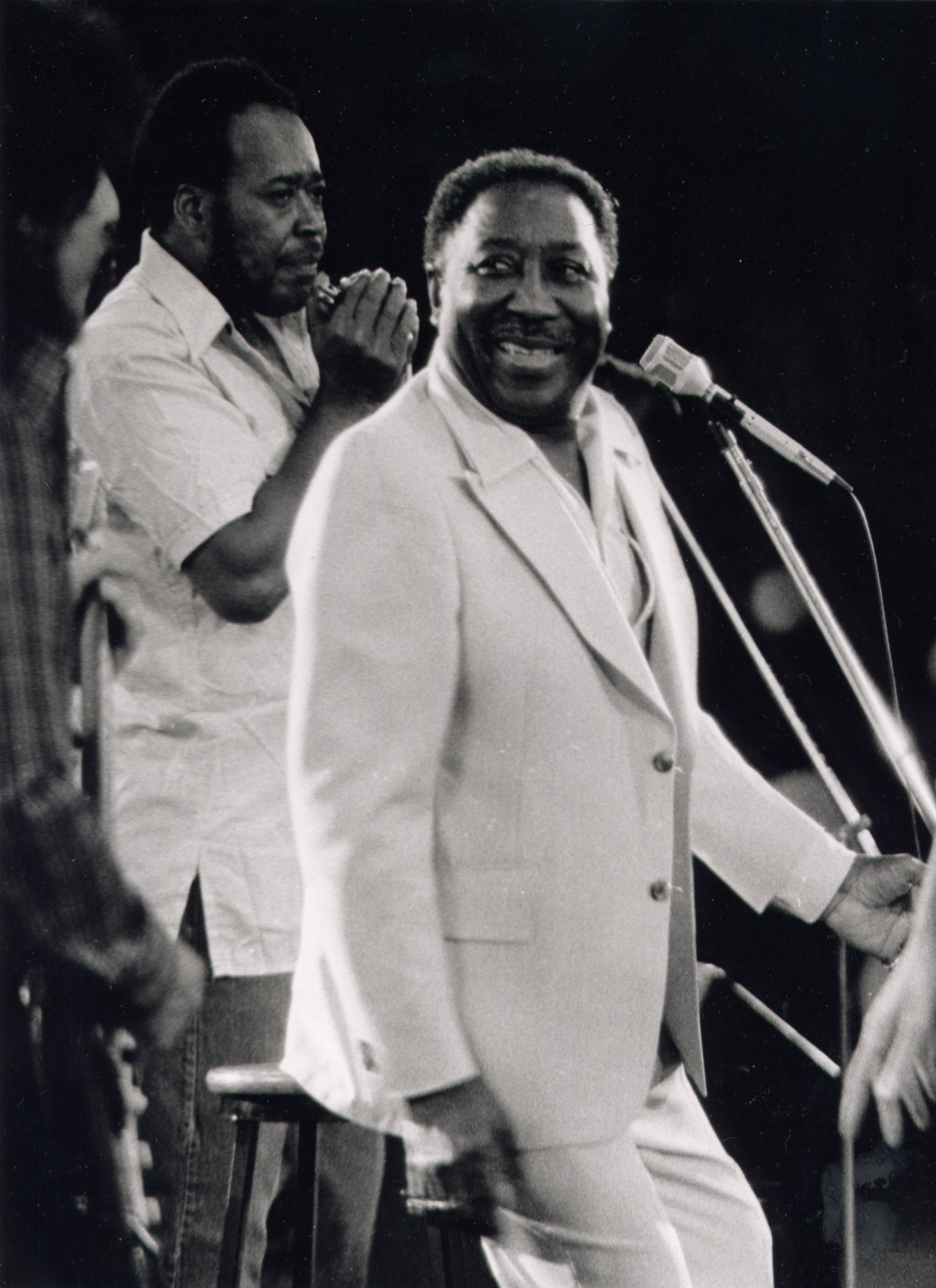
Мадді Вотерс і Джеймс Коттон

Характерною особливістю блюзу є використання блюзового ладу, що охоплює знижені V і VII щаблі (так звані «блюзові ноти»). Часто музика будується за структурою «питання — відповідь», виражена як у ліричному наповненні композиції, так і в музичному, часто побудованому на діалозі інструментів між собою. Блюз є імпровізаційною формою музичного жанру, де в композиціях часто використовують тільки основний опорний «каркас», який обіграють сольні інструменти. Споконвічна блюзова тематика будується на чуттєвій соціальній складовій життя афроамериканського населення, його труднощах і перешкодах, що виникають на шляху кожної чорношкірої людини. Блюз як жанр характеризується своїми текстами, басовими лініями та інструментарієм. Ранні традиційні блюзові вірші складалися з одного рядка, повтореного чотири рази. Лише в перші десятиліття 20-го століття найпоширеніша нинішня структура стала стандартною: візерунок AAB, що складається з лінії, проспіваної над чотирма першими тактами, її повторення протягом наступних чотирьох, а потім довшої заключної лінії в останні такти. Ранні блюзи часто набували форми вільного оповідання, часто пов’язуючи з расовою дискримінацією та іншими проблемами, з якими стикаються афроамериканці.

### Форма
Форма блюзу — це циклічна музична форма, в якій повторюване прогресування акордів відображає схему «питання - відповідь», яка зазвичай зустрічається в африканській та афро-американській музиці. У перші десятиліття 20-го століття блюзова музика не була чітко визначена з точки зору певного прогресу акордів. З популярністю таких виконавців, як Бессі Сміт, використання 12-тактових блюзів поширилося в музичній індустрії у 20–30-х роках.  
Інші прогресії акордів, такі як 8-тактові форми, досі вважаються блюзом. Існують також 16-тактні блюзи, такі як інструментальні композиції «Sweet 16 Bars» Рея Чарльза та «Watermelon man» Гербі Генкока. Іноді використовують ідіосинкратичну кількість тактів, наприклад, прогрес у 9 тактів у «Sitting On The Top Of The World» Уолтера Вінсона. 
Основний 12-тактовий ліричний фрейм блюзової композиції відображається стандартною гармонійною прогресією 12 тактів у 4/4 часовому підписі. Блюзові акорди, пов'язані з 12-тактовим блюзом, як правило, являють собою набір з трьох різних акордів, відтворених за схемою 12 тактів. Вони позначені римськими цифрами, що стосуються ступенів прогресування. Останній акорд є домінуючим поворотом, що означає перехід до початку наступної прогресії. Тексти пісень зазвичай закінчуються на останній такт десятого такту або перший такт одинадцятого такту, а останні два такти даються інструменталісту як перерва; гармонія цієї двотактної перерви, повороту, може бути надзвичайно складною, іноді складається з окремих нот, які не піддаються аналізу в термінах акордів. 
Значну частину деяких акордів грають у гармонійній сьомій формі. Використання гармонійного септимального інтервалу є характерним для блюзу і в народі його називають «блюзовою сімкою». Семиакорди блюзу додають до гармонічного акорду ноту з частотою у співвідношенні 7:4 до основної ноти. При співвідношенні 7:4 воно не наближається до жодного інтервалу в традиційній західній діатонічній шкалі. Блюзові шафли, або «крокуючий бас», підсилюють трансоподібний ритм і схему «питання - відповідь», і вони утворюють повторюваний ефект, який називається грув. Характерні для блюзу ще з часів його афро-американського походження, шафли відігравали центральну роль у свінг-музиці. Найпростіші шафли, які були найяскравішим підписом R&B хвилі, що розпочалася в середині 1940-х років, являли собою три ноти рифу на басових струнах гітари. Коли цей риф грали поверх баса та барабанів, створювалося «відчуття груву».

## Історія
Спочатку це була сольна народна пісня з характерним настроєм, що була популярною серед афроамериканців, які мешкали уздовж річки Міссісіпі. Блюз найчастіше виконувався а-капела, а дещо пізніше — в супроводі банджо, гітари, пізніше — фортепіано або інструментального ансамблю. Згодом блюз об'єднався з народною музикою білих поселенців (яка, у свою чергу, іде коріннями в кельтську музику) та іншими стилями, і сам поділився на кілька чітко сформованих напрямків.
На початку XX століття сформувався так званий класичний, або міський блюз. Типова форма класичного блюзу — дванадцятитактовий період з трьох фраз по чотири такти кожна (AAB); перші 4 такти — на тонічній гармоніці, по два на субдомінанті й тоніці, і по два — на домінанті й тоніці. Проте зустрічаються й інші форми. Для мелодики блюзу характерні респонсорна структура й використання блюзового ладу. У ліричних текстах безлічі блюзів знайшла відбиття тема соціального й расового гноблення.
Становленню блюзу як напрямку сприяла творчість «чорного» композитора Вільяма Генді («Мемфіс-блюз», 1912; «Сент-Луїс-блюз», 1914). Виконавцями класичних блюзів були Ма Рейні, Берта Хілл, Бессі Сміт та інші.
Блюз вплинув на формування джазу й поп-музики. Елементи блюзу використали композитори XX століття.
Часто блюз сприймається в музичному середовищі як примітивна форма джазу, стилю, який розвивався практично паралельно. Довоєнний акустичний блюз був складовою частиною негритянського фольклору, тому ставлення до нього білого населення було вельми зневажливим. До кінця сорокових років XX століття в блюзі остаточно утвердилася електрогітара. Важко сказати, що підштовхнуло багатьох блюзменів перейти зі звичної акустичної гітари на електричну, але блюз відтоді дуже сильно змінився. Найчастіше з електричним блюзом пов'язують імена Мадді Вотерса, Бі Бі Кінга, Ті-Боуна Вокера, Альберта Коллінза і Альберта Кінга. Ці музиканти досягли небувалого рівня майстерності в електричному блюзі, і часто їх музика безпосередньо межує з роком, тому багато рок-музикантів називають їх своїми натхненниками. Але, попри все це, більшість білих американців поліпшила своє ставлення до блюзу лише в шістдесятих роках XX століття, що пов'язано в основному з виникненням блюз-року.

## Етимологія
Термін «блюз», можливо, походить від «блакитних дияволів», що означає меланхолія та смуток. Перше використання терміну в цьому значенні зустрічається в одноактному фарсі Джорджа Колмана «Блакитні дияволи» (1798). Фраза «блакитні дияволи» також могла походити від британського виразу 1600-х років, який означає «інтенсивні зорові галюцинації, що можуть супроводжувати тяжку алкогольну залежність». З часом ця фраза втратила посилання на дияволів і стала означати стан збудження або депресії. До 1800-х років у Сполучених Штатах термін «блюз» асоціювався з вживанням алкоголю, і це значення збереглося у фразі «блакитний закон», який забороняє продаж алкоголю в неділю.
У книзі Генрі Девіда Торо «Волден» він згадує «блюз» у розділі, де розповідає про час, проведений на самоті. Він написав розповідь про свої пошуки в 1845 році, хоча вона не була опублікована до 1854 року.
Хоча використання цієї фрази в афроамериканській музиці може бути давнішим, воно було засвідчено в друкованих виданнях 1912 року, коли «Dallas Blues» Харта Ванда став першою блюзовою композицією, захищеною авторським правом. У текстах пісень фраза часто використовується для опису пригніченого настрою.
У цьому сенсі сумного душевного стану, одне з найперших зафіксованих посилань на «блюз» було написано Шарлоттою Фортен, якій тоді було 25 років, у своєму щоденнику 14 грудня 1862 року. Вона була вільнонародженою чорношкірою з Пенсільванії, яка працювала шкільною вчителькою у Південній Кароліні, навчаючи як рабів, так і вільних людей, і написала, що «прийшла додому з блюзом», бо почувалася самотньою і жаліла себе. Вона подолала свою депресію і пізніше написала ряд пісень, таких як «Бідна Розі», які були популярні серед рабів. Хоча вона зізналася, що не могла описати манеру співу, яку почула, Фортен написала, що пісні «не можна співати без повного серця і неспокійного духу», — умов, які надихнули незліченну кількість блюзових пісень.

## Тексти пісень

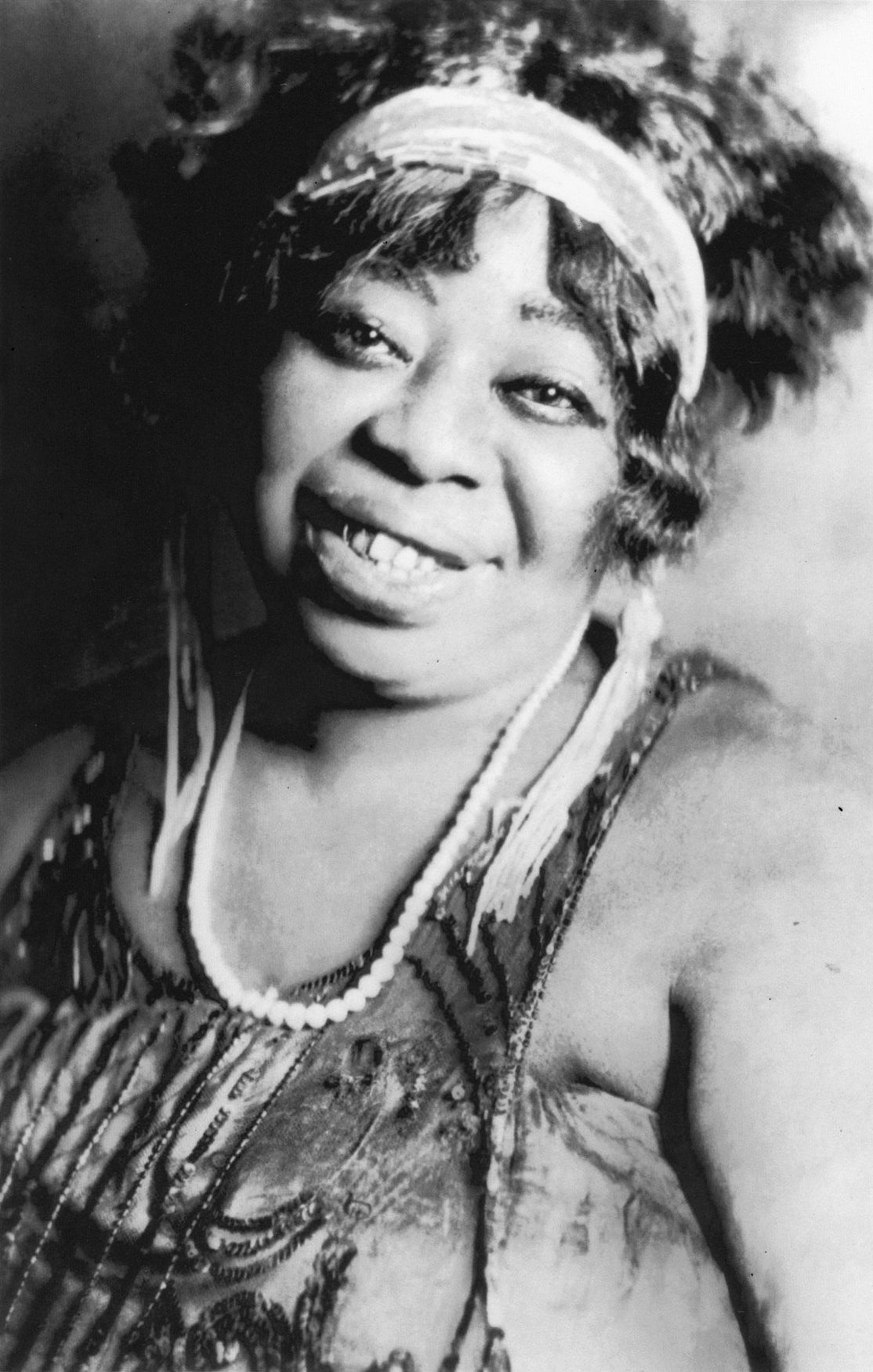
Американська блюзова співачка Ма Рейні (1886–1939), «мати блюзу»

Ранні традиційні блюзові куплети часто складалися з одного рядка, який повторювався чотири рази. Однак найпоширеніша сьогодні структура блюзової лірики була створена в перші кілька десятиліть XX століття і відома як «AAB». Ця структура складається з рядка, що виконується в перших чотирьох тактах, його повторення в наступних чотирьох і довшого заключного рядка в останніх тактах. Цю структуру можна почути в деяких із перших опублікованих блюзових пісень, таких як «Dallas Blues» (1912) і «Saint Louis Blues» (1914). За словами Вільяма Генді, схему «AAB» було прийнято, щоб уникнути монотонності рядків, що повторюються тричі. Тексти пісень часто співаються в ритмічному розмовному стилі, а не в мелодійному, що нагадує різновид розмовного блюзу.
Ранній блюз часто набував форми вільної розповіді. Афро-американські співаки озвучували свої «особисті біди у світі суворої реальності: втрачене кохання, жорстокість поліцейських, утиски з боку білих людей, [і] важкі часи». Ця меланхолія призвела до припущення про походження блюзу від ігбо, через репутацію, яку іґбо мали на плантаціях в Америці за свою меланхолійну музику та погляди на життя, коли вони були поневолені. Інші історики стверджують, що в блюзі мало свідчень субсахельського впливу, оскільки «складний поліритм, перкусія на африканських барабанах (на відміну від європейських), [і] колективна участь», які характерні для музики Західно-Центральної Африки нижче савани, помітно відсутні. За словами історика Пола Олівера, «коріння блюзу не можна було знайти в прибережних і лісових регіонах Африки. Найімовірніше… блюз сягав корінням у… внутрішні райони савани, від Сенегамбії до Малі, Буркіна-Фасо, Північної Гани, Нігеру та Північної Нігерії». Крім того, етномузиколог Джон Сторм Робертс стверджував, що «паралелі між грою на струнах африканської савани та технікою багатьох блюзових гітаристів просто очевидні. Великі кори Сенегалу і Гвінеї грають у ритмічно-мелодійному стилі, який використовує ритми, що постійно змінюються, часто забезпечуючи низькі баси, що накладаються на складні високі частоти, тоді як вокал забезпечує третій ритмічний шар. Подібні прийоми можна знайти в сотнях блюзових записів».

Тексти пісень часто стосуються проблем, які переживає афроамериканське суспільство. Наприклад, «Rising High Water Blues» (1927) Блайнд Лемона Джефферсона розповідає про Велику повінь Міссісіпі 1927 року:
Backwater rising, Southern peoples can't make no time

I said, backwater rising, Southern peoples can't make no time

And I can't get no hearing from that Memphis girl of mine
Незважаючи на те, що блюз асоціювався з нещастям і гнобленням, текст також міг бути жартівливим і непристойним:
Rebecca, Rebecca, get your big legs off of me,

Rebecca, Rebecca, get your big legs off of me,

It may be sending you baby, but it's worrying the hell out of me.
Письменник Ед Моралес стверджував, що міфологія йоруба відігравала певну роль у ранньому блюзі, посилаючись на «Cross Road Blues» Роберта Джонсона як «тонко завуальоване посилання на Елегуа, орішу, відповідального за перехрестя». Однак християнський вплив був набагато очевиднішим. У репертуарі багатьох видатних виконавців блюзу, таких як Чарлі Паттон і Скіп Джеймс, були релігійні пісні та духовні твори (спірічуелс). Преподобний Гері Девіс і Сліпий Віллі Джонсон — приклади виконавців, яких часто зараховують до блюзових музикантів за їхню музику, хоча їхні тексти явно належать до духовних пісень.

## Різновиди
- Кантрі-блюз — найраніша форма блюзу, що з'явилася у 1890-х роках. На відміну від класичного блюзу, що мав переважно міське побутування, кантрі-блюз заснований на сільському музичному фольклорі чорношкірого населення США.
- Дельта-блюз — один з найбільш ранніх стилів блюзу. Його назва походить від дельти річки Міссісіпі. Гітара (зокрема славетна гітара з сигарної коробки), губна гармоніка і слайд-гітара є домінуючими інструментами і відмітною ознакою стилю. Вокальні стилі коливаються від самозаглиблених і сентиментальних до пристрасних і запальних.
- Електрик-блюз — форма, для якої характерне використання підсилювачів звуку.
- Файф-н-драм блюз  — форма блюза, що вийшла з кантрі-блюза, військової музики і африканської ритмічної барабанної музики. Зазвичай, групи, що грають в цьому стилі, складаються з дудкаря і кількох барабанщиків.[22].
- Джамп-блюз — швидкий блюз, виконавці якого використовують саксофон та мідні духові.
- Піано-блюз — загальна назва для всіх піджанрів блюзу, що використовують піаніно. Одним з найвідоміших прикладів цього стилю є бугі-вугі — імпровізаційна форма у джазі, один з найбільш ранніх видів негритянського блюзу на фортепіано. Буґі-вуґі властиві остинатні басові фігури в ритмі восьмих або восьмих з крапкою та шістнадцятих в октавному русі, двадцятитактовий блюзовий квадрат, моторна ритміка, швидкий темп.
- Класичний жіночий блюз — рання форма блюзу, популярна в 1920-х. В класичному варіанті, представлений виконавицями-жінками, яким акомпанує піанст, або невеликий джазовий ансамбль.

## Популяризація блюзу
Подібно до джазу, рок-н-ролу, важкої металевої музики, музики хіп-хопу, регі, репу, кантрі-музики та поп-музики, блюз звинувачується у тому, що він є «музикою диявола», а також у підбурюванні до насильства та іншої поганої поведінки. На початку 20 століття блюз вважався неповажним, особливо коли біла публіка слухала блюз протягом 20-х років. На початку ХХ століття WC Handy був першим, хто популяризував музику під впливом блюзу серед американців, що не є чорними. Під час відродження блюзу в 1960-х та 70-х художник акустичного блюзу Тадж Махал та легендарний техаський блюзмен Латнін Хопкінс писали та виконували музику, яка займала важливе місце у популярному фільмі «Саундер» (1972). Цей фільм приніс Махал номінацію на «Греммі» за найкращу оригінальну партитуру, написану для кінофільму, та номінацію BAFTA. Через три десятиліття Махал написав блюз і виконав композицію банджо, виконану у фільмі 2001 року «Ловець пісень». 
Наприкінці XX століття Ден Айкройд та Джон Белуші випустили фільм «Брати Блюз» (1980 р.), який зібрав багатьох живих авторитетів жанру ритм-блюз разом, таких як Рей Чарльз, Джеймс Браун, Кеб Каллоуей, Арета Франклін та Джон Лі Хукер. Сформована група  розпочала успішне турне під шатрами братів Блюз. 1998 рік приніс продовження, яке, хоча і не мало такого великого критичного та фінансового успіху, показало набагато більшу кількість виконавців блюзу, таких як Б. Б. Кінг, Бо Діддлі, Еріка Баду, Ерік Клептон, Стів Уінвуд, Чарлі Масселвайт, Блюз-мандрівник, Джиммі Воган та Джефф Бакстер.
У 2003 році Мартін Скорсезе доклав значні зусилля для просування блюзу до більшої аудиторії. Він попросив кількох відомих режисерів, таких як Клінт Іствуд та Вім Вендерс, взяти участь у серії документальних фільмів для PBS «Блюз». Він також брав участь у виданні компіляцій великих виконавців блюзу в серії високоякісних компакт-дисків. Блюз-гітарист і вокаліст Кеб 'Мо' виконав свій блюзовий переклад «Америка, прекрасна» у 2006 році, щоб завершити фінальний сезон телесеріалу «Західне крило».
Блюз був висвітлений в епізоді 1 сезону 2012 року «У виставі в Білому домі» під назвою «Червоний, білий і блюз». Проводить президент Обама та місіс Обама, шоу демонструвало виступи BB King, Buddy Guy, Gary Clark Jr., Jeff Beck, Derek Trucks, Keb Mo та інших.

## Премія блюзу
Премія Blues Music Awards, раніше відома як W. C. Handy Awards (або The Handys) — нагорода, що вручається Blues Foundation (Фондом Блюзу), некомерційною організацією США, створеною для розвитку блюзової спадщини.
Спочатку премія носила ім'я «батька блюзу» В. Х. Генді й визначалася як «вища нагорода, яка присуджується музикантам та авторам пісень у галузі блюзової музики».
Перше нагородження відбулося 1980 року.
У 2006 році премія перейменована на Blues Music Awards, щоб підвищити суспільне визнання значущості нагород. Премія має 25 номінацій.
Blues Music Awards щорічно вручається в Мемфісі, штат Теннессі, США, де розташований Фонд Блюзу.

## Послухати в мережі
- Cool Blue (інтернет-радіо, Нова Зеландія)
- Blues — News Portal [Архівовано 18 лютого 2022 у Wayback Machine.]: International Internet of Radio Community